# Ariane (mythologie)
Pour les articles homonymes, voir Ariane, Ariadne (homonymie) et Fil d'Ariane.
Ariane ou, selon l'ancienne graphie, Ariadne (en grec ancien Ἀριάδνη / Ariádnē), est, dans la mythologie grecque, la fille du roi de Crète Minos (fils de Zeus et d'Europe) et de Pasiphaé (fille d'Hélios, dieu du soleil).

## Étymologie
Les deux formes principales de son nom se rattachent à une racine *sweH2d- « être/rendre agréable » représentée en grec par le verbe handánein « être agréable, agréer ». Ariane « très agréable » répond à Dionysos hědistos theǒn « le plus agréable des dieux ». Cette désignation peut être celle d'une déesse du foyer domestique.

## Mythe

### Ariane, princesse mortelle
Ariane est évoquée incidemment dans l’Iliade où elle reçoit l'épithète de καλλιπλόκαμος / kalliplókamos, aux belles boucles, et où elle est présentée non comme une déesse, mais comme une princesse mortelle. Séduite par Thésée, elle aide celui-ci à s'échapper du Labyrinthe. C'est en effet le secours qu'elle apporte à Thésée qui permet à ce dernier d'obtenir la victoire sur le Minotaure : contre la promesse de l'épouser, elle lui fournit un fil qu'il dévide derrière lui afin de retrouver son chemin. Mais, après avoir tué le Minotaure, le héros l'abandonne sur l'île de Naxos — selon la tradition la plus courante — ou sur l'île de Dia, selon Homère.

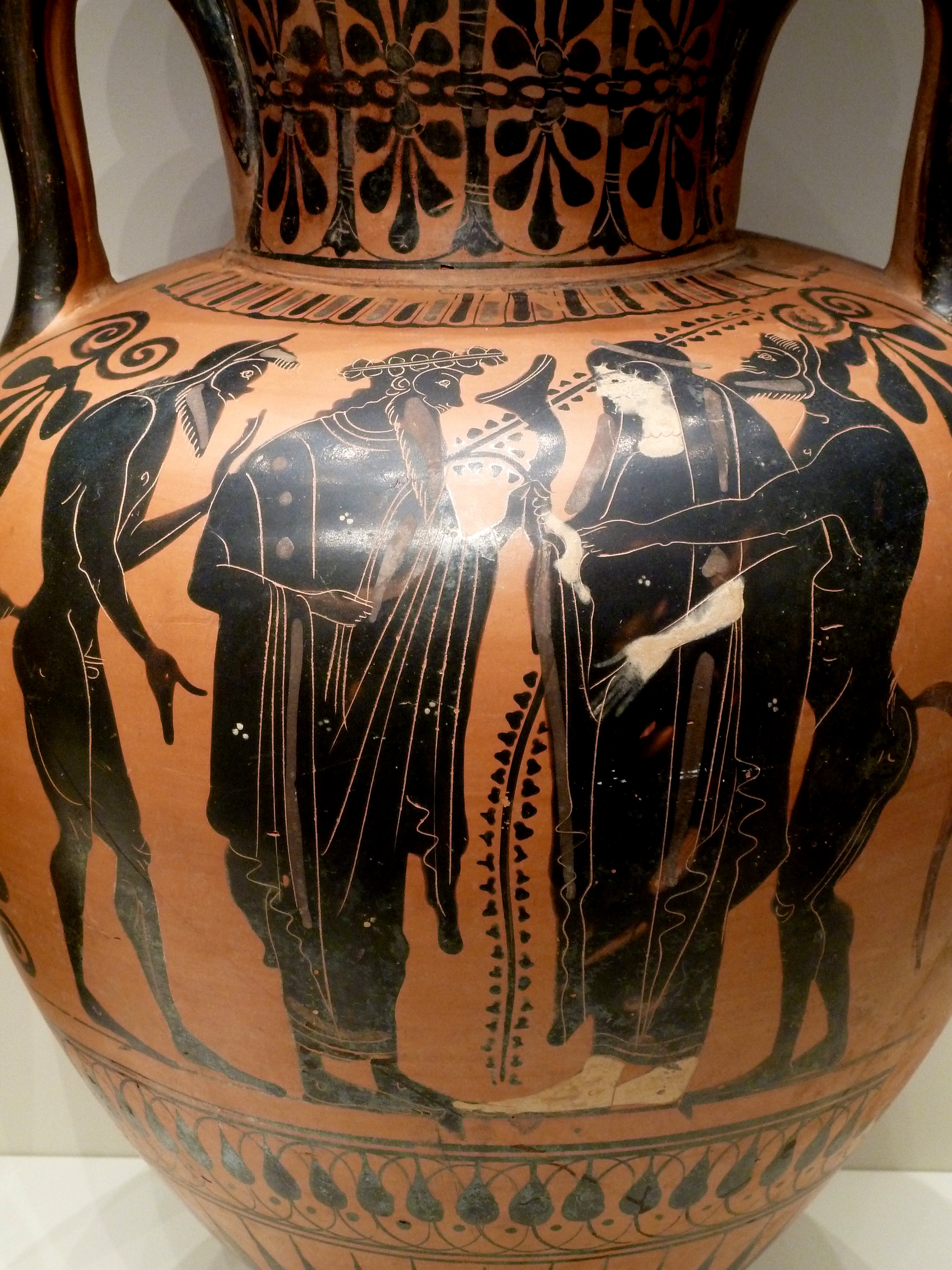
Amphore de figures noires où Dionysos et Ariane apparaissent entre deux satyres, dans la Villa Getty (vers 510 av. J.-C.)

À partir de là, les versions divergent tant pour ce qui concerne la cause de la conduite de Thésée que pour le sort ultérieur d'Ariane.
Dans une version, elle quitte finalement l'île pour suivre le dieu Dionysos, qui l'emmène à Lemnos. Elle a de lui plusieurs enfants dont Céramos (d), Thoas, Œnopion, Eurymédon, Phlias, Préparathos et Staphylos. Selon d'autres traditions, elle meurt de chagrin. Selon Homère, elle est tuée à Naxos par une flèche d'Artémis, sur ordre de Dionysos jaloux, sans avoir eu d'enfants de lui. La version homérique a été reprise par Jean Racine dans ces fameux vers :
Ariane, ma sœur, de quel amour blessée

Vous mourûtes aux bords où vous fûtes laissée !
— Jean Racine, Phèdre, acte I, scène 3
Selon Henri Jeanmaire, en la faisant succomber sous les traits d'Artémis, Dionysos ne l'enlevait pas seulement à son rival, il se la réservait. Jeanmaire met également en évidence les affinités d'Ariane avec Perséphone enlevée par Hadès.

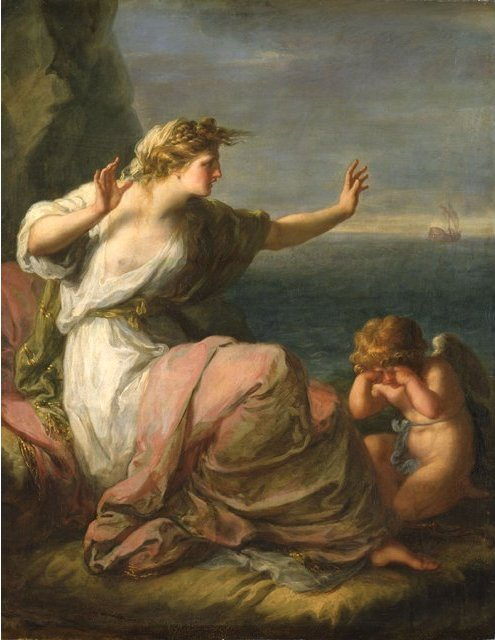
Ariane abandonnée
Angelica Kauffmann, avant 1782
Gemäldegalerie Alte Meister, Dresde

Dans les Dionysiaques, Ariane est consolée par Dionysos après son abandon par Thésée à Naxos. Elle épouse le dieu, mais peu après leurs noces elle le suit à Argos, où il compte étendre son culte. Un conflit éclate entre Persée, qui gouverne la cité, et Dionysos. Ariane meurt pétrifiée par la tête de Méduse, puis sa statue est placée près de celle d'Héra en signe de paix.
Une autre version présente l'abandon d'Ariane comme un accident : face à une tempête qui menace leur bateau, Thésée est obligé de lever l'ancre sans Ariane. Cet abandon forcé serait la cause de l'oubli de Thésée de changer les voiles du navire (elles auraient dû être remplacées par des voiles blanches si le héros avait triomphé). En effet, un brouillard vient entourer le bateau et troubler la mémoire de Thésée, châtiment envoyé par les dieux pour punir sa trahison.
Égée, le père du héros, guette le retour du navire. En apercevant les voiles noires, signe de deuil et d'échec contre le Minotaure, il se jette dans la mer qui désormais porte son nom. C'est donc en héros endeuillé, malgré sa victoire contre le monstre, que Thésée revient dans son royaume.
Une troisième version de mythographes plus anciens prétend encore que Thésée et Ariane auraient trouvé refuge sur l'île de Dia à la suite d'une tempête. Athéna serait apparue à Thésée pour lui apprendre qu'Ariane est promise à Dionysos et que par conséquent, il doit renoncer à elle. C'est le cœur déchiré que Thésée doit quitter Ariane et il oublie de changer les voiles de son navire. Par ailleurs, Aphrodite serait apparue à Ariane pour la réconforter en lui annonçant la nouvelle de ses noces proches et la coiffer d'une couronne d'or, que par la suite les dieux changeront en constellation pour plaire à Dionysos.
L'historien Péon d'Amathonte, cité par Plutarque, raconte qu'à la suite d'une tempête, Thésée est immobilisé sur les côtes de Chypre et doit faire descendre à terre Ariane, incommodée par la mer car elle est enceinte, mais qu'en remontant sur le navire pour veiller à sa sûreté, il se trouve emporté en pleine mer. Les femmes du pays auraient recueilli Ariane, tenté d'adoucir son chagrin en lui remettant de fausses lettres de Thésée, et lui auraient rendu les derniers devoirs lorsqu'elle serait morte sans avoir pu accoucher. Thésée serait arrivé pendant les obsèques et aurait laissé une somme d'argent pour instituer un sacrifice annuel à Ariane, ainsi que deux statues, l'une d'argent, l'autre d'airain. 

### Ariane, princesse immortalisée

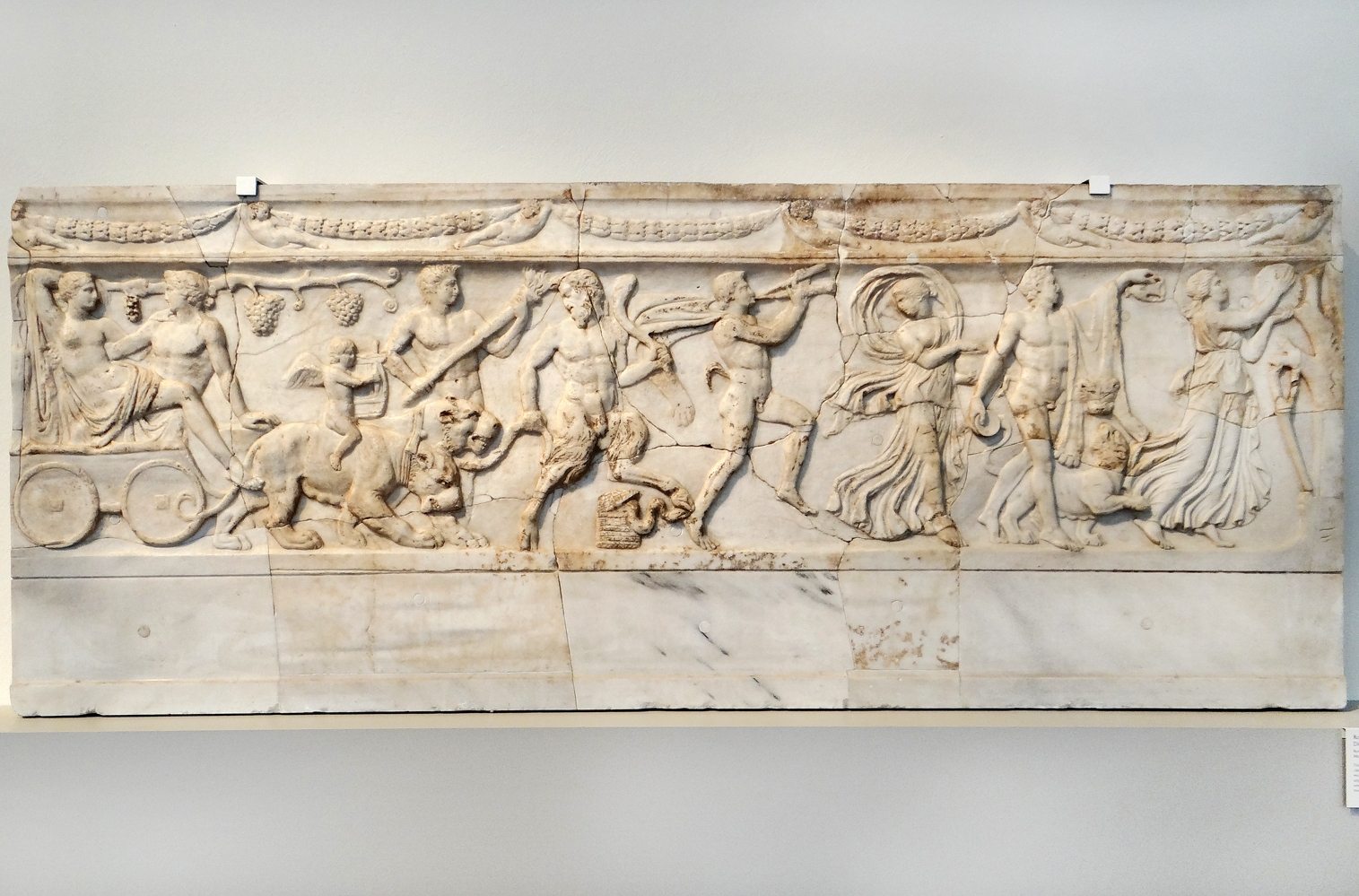
Relief d'une tombe sur la Voie Appienne : Scène du mythe de Dionysos et d'Ariane. Le cortège est mené par des ménades et des satyres jouant et dansant, Dionysos et Ariane sont à gauche dans un char tiré par des panthères. – Marbre, 110-130 après J.C., de Rome. Altes Museum (Berlin)

Initialement, Ariane était l'épouse de Dionysos, son « double féminin ». Hésiode dans la Théogonie la présente comme telle. Il affirme qu'Ariane fut transportée au ciel, Zeus l'ayant rendue immortelle afin de complaire à Dionysos, qu'elle avait épousé : « Dionysos aux cheveux d'or pour florissante épouse prit la blonde Ariane, la fille de Minos, que le fils de Cronos a soustraite à jamais à la mort et à la vieillesse ».
Ce don d'immortalité, présenté ici comme une récompense envers Dionysos, le fils bien-aimé de Zeus, rappelle, selon Louis Séchan et Pierre Lévêque, qu'à l'origine Ariane était une déesse égéenne de la végétation, et comme telle, soumise comme la végétation, à une mort suivie de résurrection. L'union d'Ariane et de Dionysos prouve également que dans le mythe primitif, ils représentaient tous deux des divinités de la végétation arborescente, et que l'épisode des amours d'Ariane et de Thésée a été surajouté tardivement.
Pour Jean Haudry, il n'y a aucune raison de voir en Ariane une ancienne déesse de la végétation. Le mythe s'explique par la survivance de Dionysos, ancien « Feu divin » : le Feu est un dieu jaloux qui contraint ses épouses à la chasteté. Leur infidélité est punie de mort comme il semble ressortir de la légende d'Ariane tuée par Artémis. Pour cette raison, Thésée ne fait que restituer Ariane à Dionysos, de la même façon que lors des Anthestéries qui commémorent le mariage de Dionysos et d'Ariane, la femme de l'archonte-roi est restituée au prêtre qui représente Dionysos. L'épouse du roi représente le foyer royal et en tant que telle appartient en premier lieu au Feu divin.

## Dans le langage courant
Du fait de son stratagème pour aider Thésée à ne pas se perdre dans le Labyrinthe, Ariane a laissé son nom au « fil d'Ariane », un fil conducteur, au sens propre (en plongée sous-marine) comme au figuré (voir par exemple fil d'Ariane dans la conception Web). Toujours par référence à ce mythe, la fusée européenne porte son nom.

## Évocations dans les arts après l'Antiquité

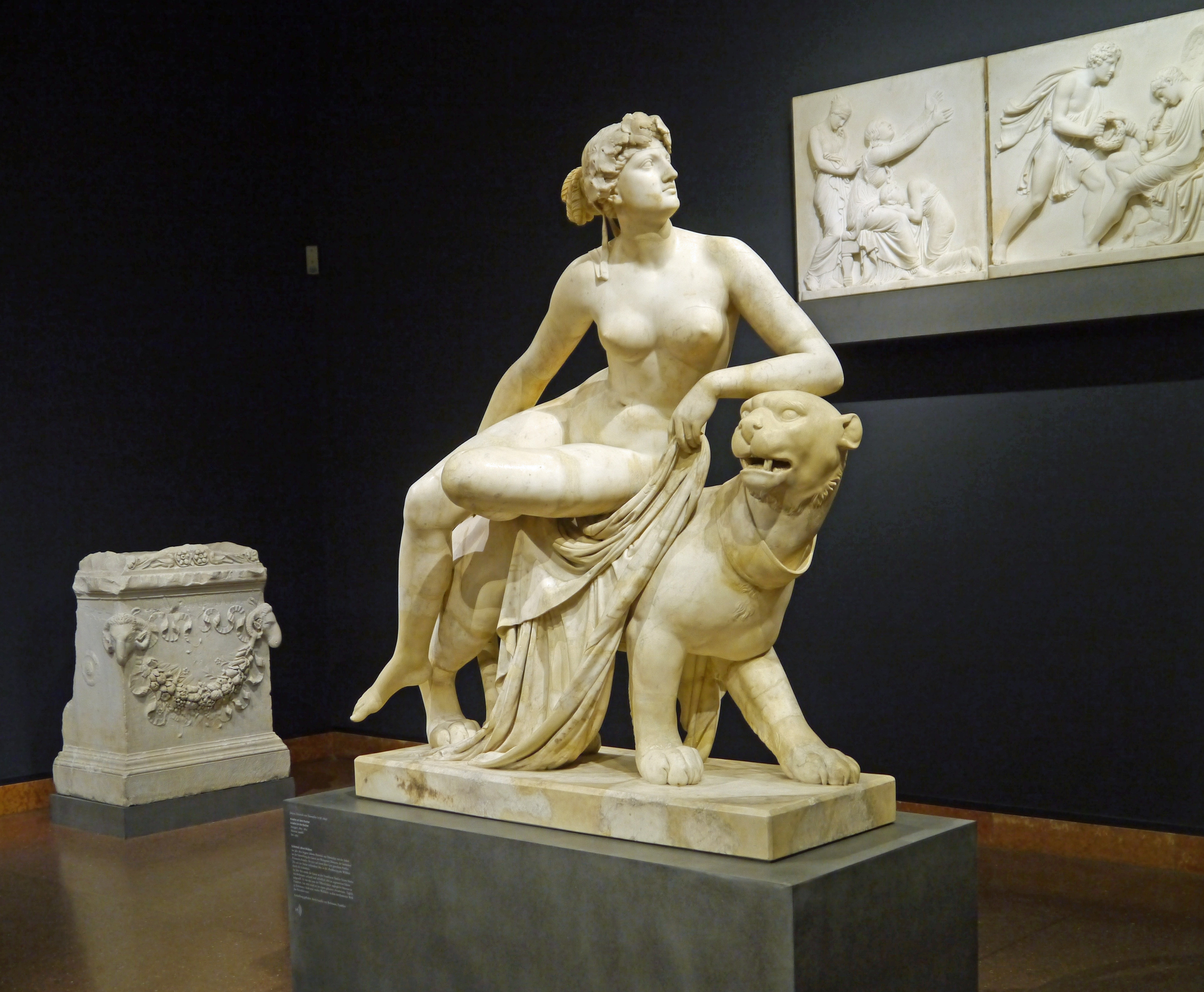
Johann Heinrich Dannecker, Ariane sur la panthère (1810–1814), marbre, Francfort-sur-le-Main, Liebieghaus.

### Musique
Les amours successives d'Ariane avec Thésée et Dionysos/Bacchus, et particulièrement le séjour d'Ariane à Naxos, ont inspiré de nombreuses compositions musicales : Claudio Monteverdi (L'Arianna), François Couperin, Philippe Courbois, Jean-Joseph Mouret, Georg Friedrich Haendel, Pietro Locatelli (Il pianto d'Arianna), Joseph Haydn, Jules Massenet, Henri Kling avec une ouverture militaire pour harmonie, Richard Strauss avec son opéra Ariane à Naxos, Albert Roussel, avec son ballet Bacchus et Ariane, Darius Milhaud (L'Abandon d'Ariane), Ariane, opéra de Bohuslav Martinů.
L'unique opéra achevé de Paul Dukas, Ariane et Barbe-Bleue, évoque le mythe par le nom du principal personnage féminin. Il ne s'agit cependant pas du personnage directement issu de la mythologie, mais comme dans le mythe, c'est elle qui permet l'évasion, ici des précédentes épouses de Barbe-Bleue. 
Le groupe Dead Can Dance a repris ce concept dans une chanson qui se nomme Ariadne (soit Ariane en anglais et en grec ancien) dans l'album Into the Labyrinth en référence à son demi-frère prisonnier du Minotaure. Asaf Avidan évoque également le mythe dans son album Gold Shadow (chanson The Labyrinth Song).

### Littérature
- Credo in unam de Rimbaud
- Ariane de Thomas Corneille
- Dans la poésie de Ronsard, Odelette à son bouquet
- Le roman de Mario Vargas Llosa Lituma dans les Andes reprend le mythe d'Ariane sous les traits d'Adriana et de son mari Dionisio
- Ariane contre le Minotaure de Marie-Odile Hartmann
- Dans le roman de Rick Riordan, Percy Jackson, livre 4 La Bataille du Labyrinthe, il est fait mention du fil d'Ariane à plusieurs reprises, des personnages voulant s'orienter dans le Labyrinthe pour diverses raisons
- Dans le roman de Flora Boukri De l'autre côté du mythe, Tome 1 : Ariádnê paru en 2020 aux éditions Gulf stream, réécriture du mythe d'Ariane
- Dans le roman de Jennifer Saint Ariane paru en 2021, réécriture du mythe d'Ariane

### Peinture
Le peintre du XVIIIe siècle Sebastiano Ricci représenta à plusieurs reprises la rencontre avec Bacchus à Naxos : en 1691-1694 au Musée Thyssen-Bornemisza de Madrid ; en 1700-1710, à la National Gallery à Londres ; en 1713-1715 à la Royal Academy of Arts à Londres et vers 1716 à Chiswick House.

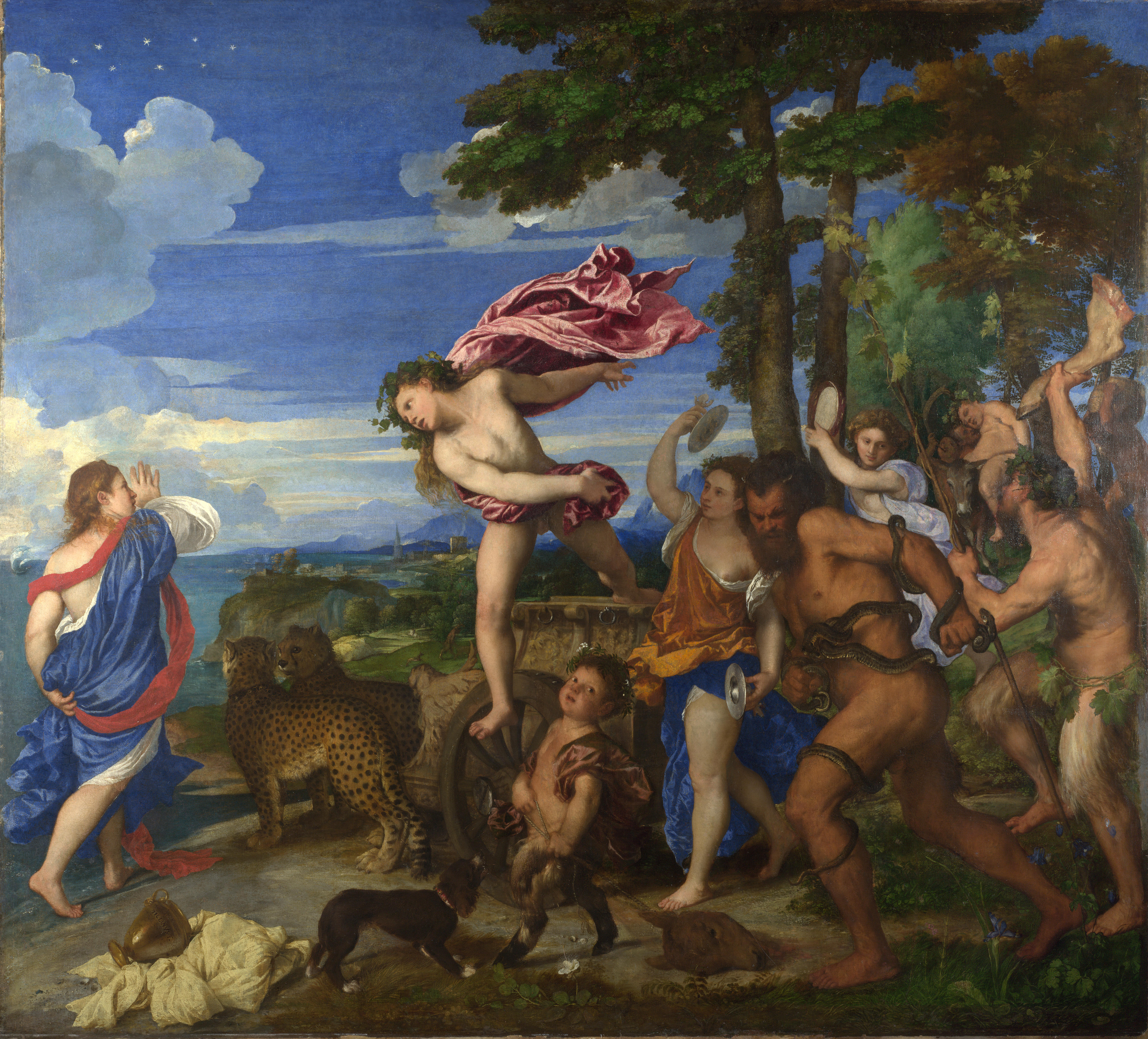
Titien, Bacchus et Ariane (1520-1523), National Gallery (Londres).
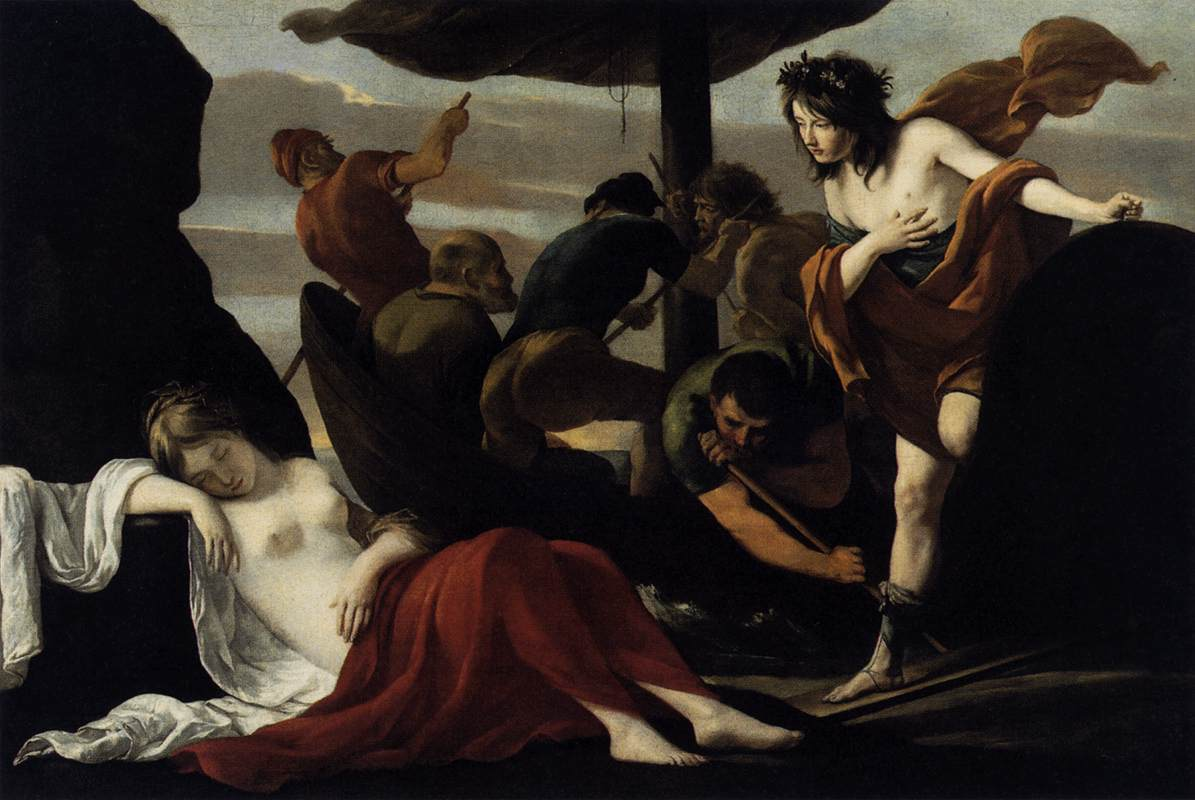
Les frères Le Nain, Bacchus découvrant Ariane à Naxos (vers 1635), musée des Beaux-Arts d'Orléans.
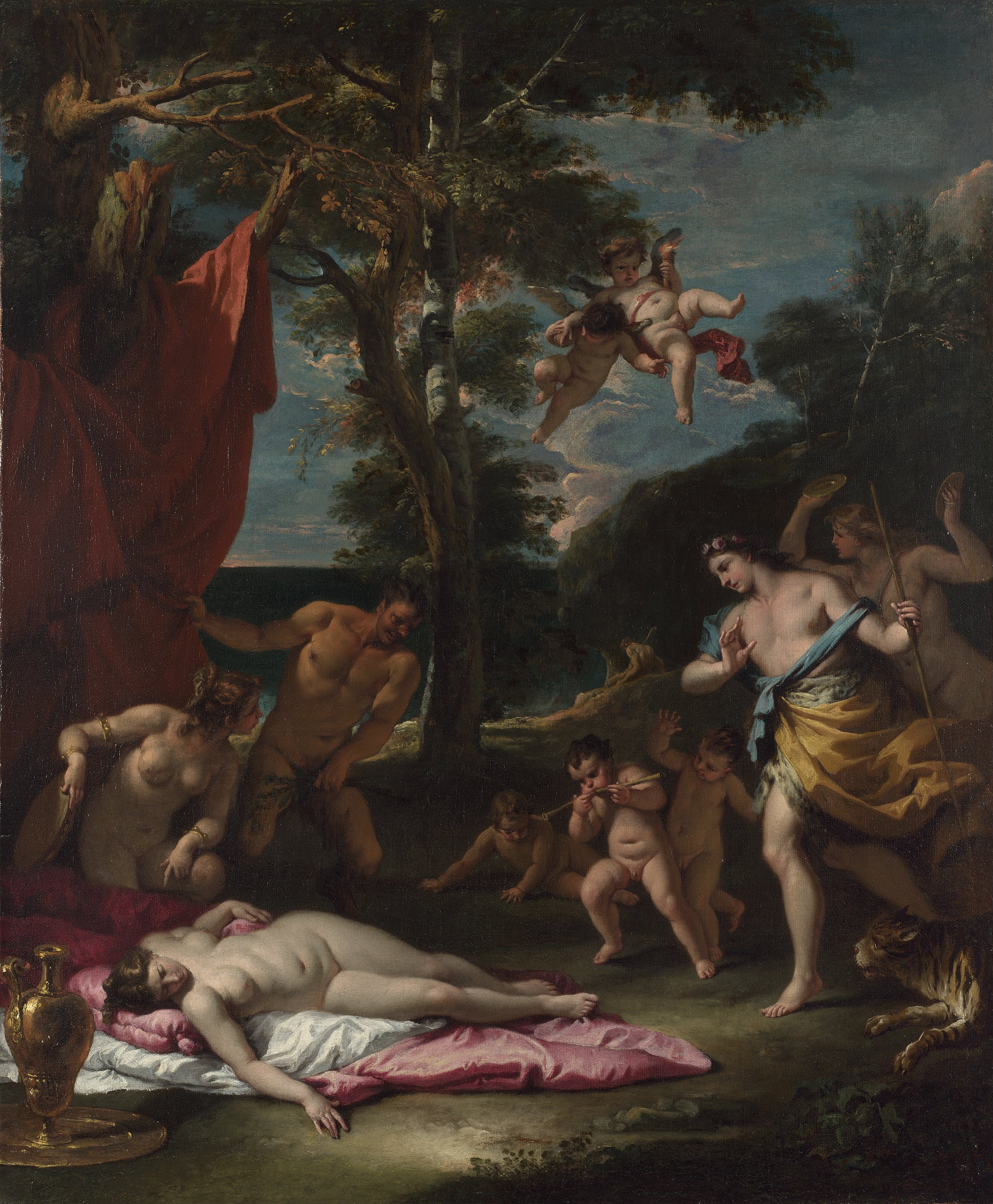
Sebastiano Ricci, Bacchus et Ariane (vers 1713), Londres, National Gallery.
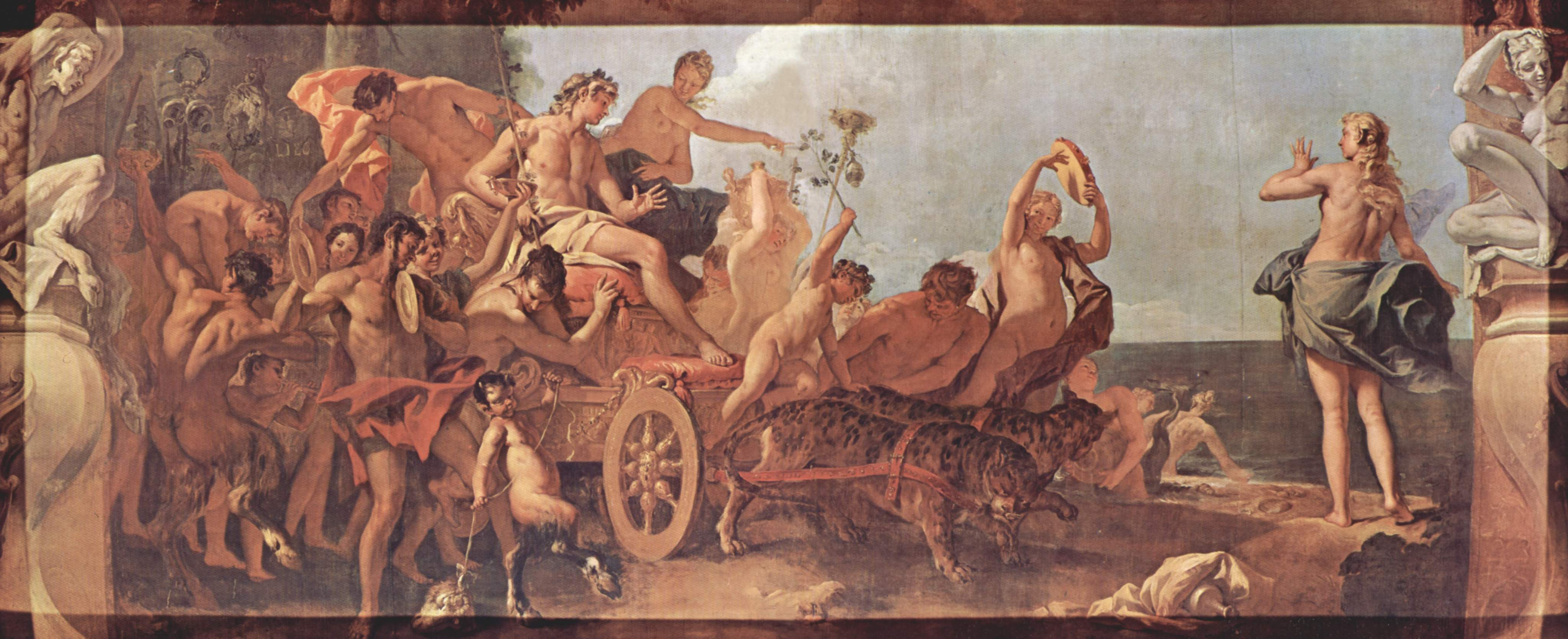
Sebastiano Ricci, La Rencontre entre Bacchus et Ariane (1713-1715), Londres, Royal Academy of Arts.
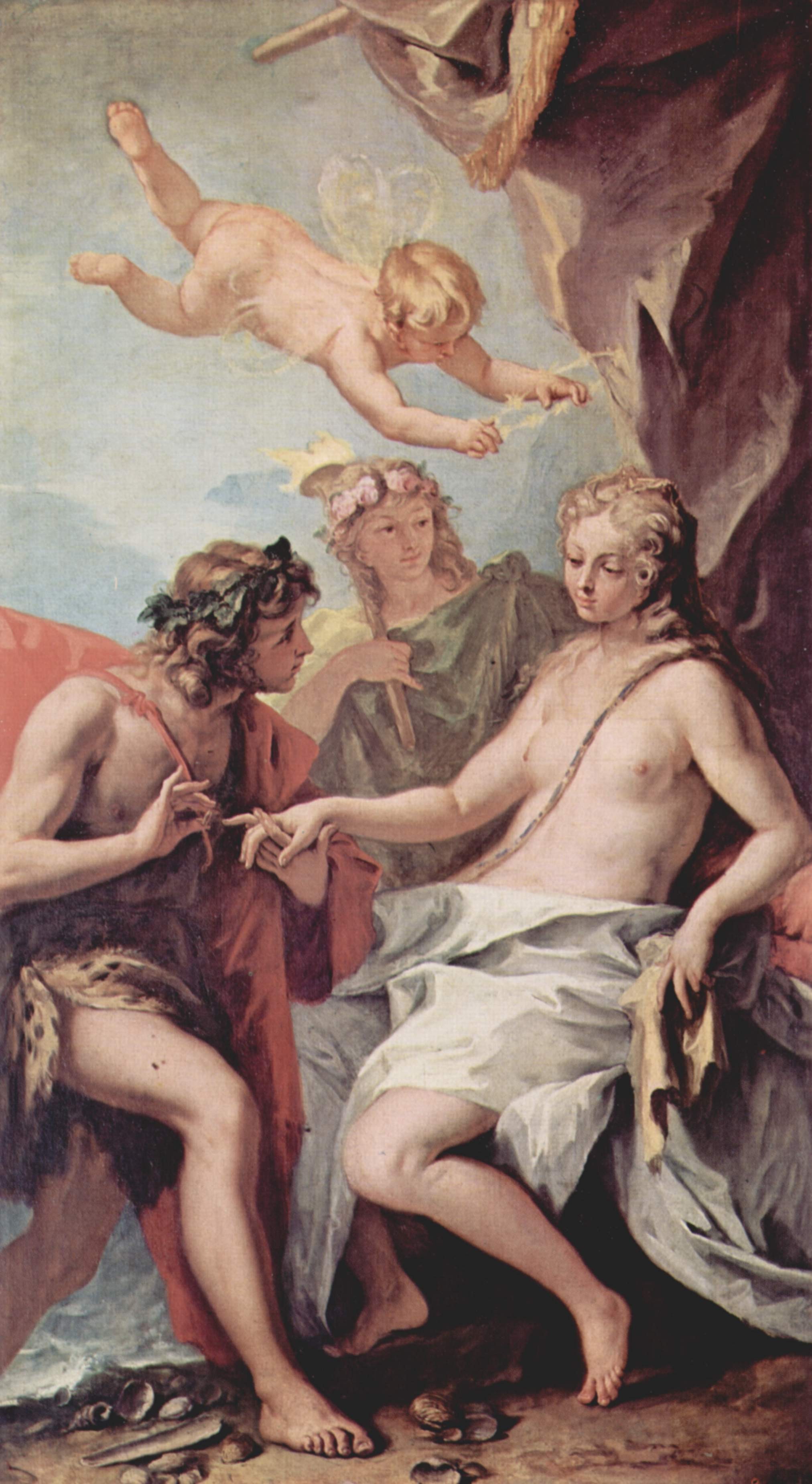
Sebastiano Ricci, Bacchus et Ariane, (vers 1713), Londres, Chiswick House
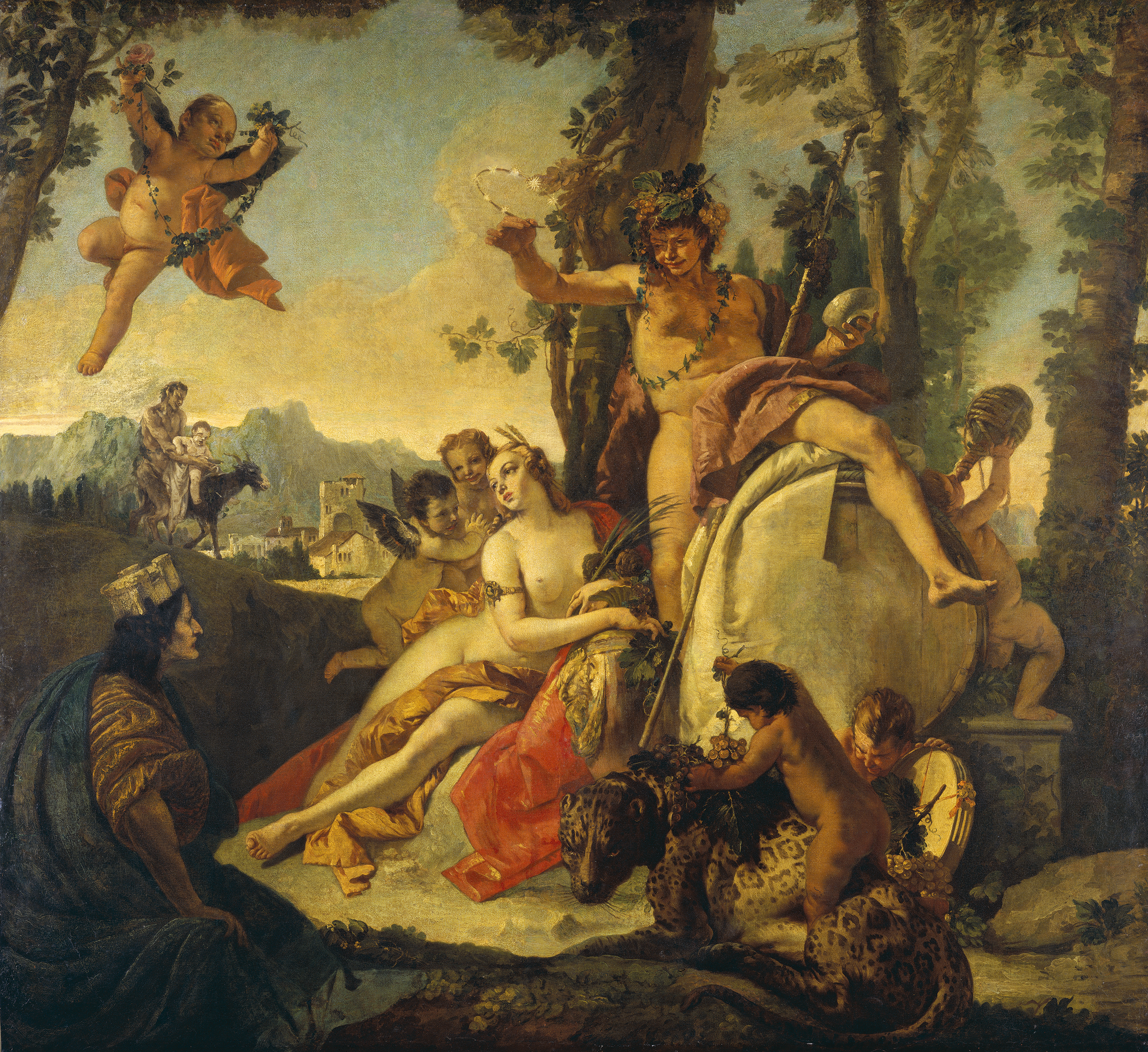
Giambattista Tiepolo, 1743-1745 Bacchus et Ariane National Gallery of Art, Washington
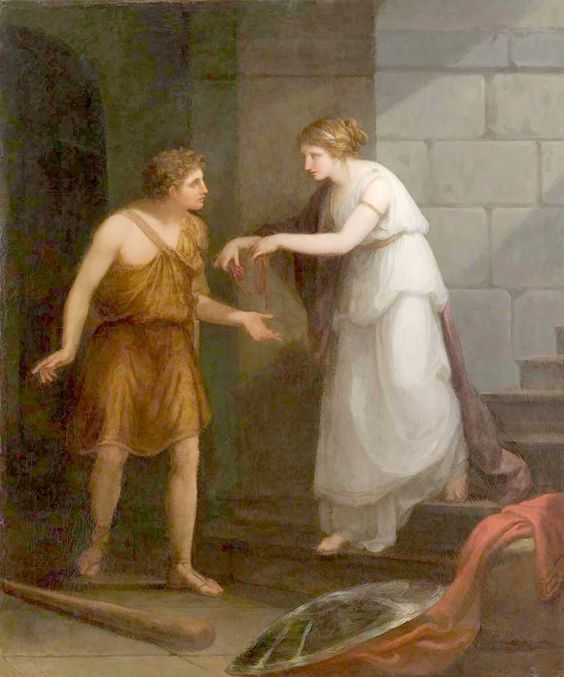
Angelica Kauffmann, Ariane donne une pelote de fil à Thésée, XVIIIe siècle
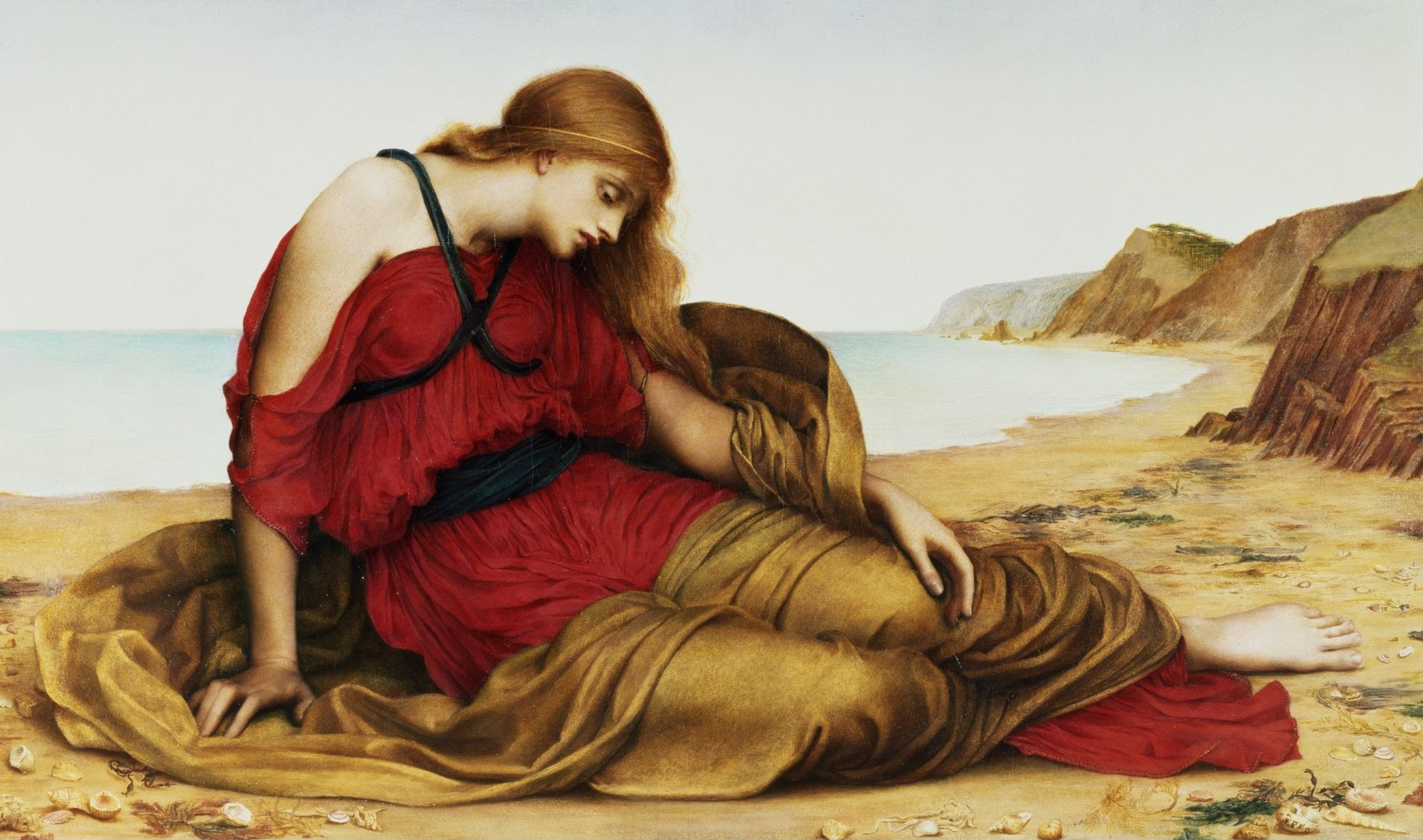
Evelyn De Morgan, Ariane à Naxos (1877), borough londonien de Wandsworth, De Morgan Centre (en).

### Art contemporain
Ariane est une des 1 038 femmes représentées dans l'œuvre contemporaine de Judy Chicago, The Dinner Party, aujourd'hui exposée au Brooklyn Museum. Cette œuvre se présente sous la forme d'une table triangulaire de 39 convives (13 par côté), chaque convive étant une femme, figure historique ou mythique. Les noms des 999 autres femmes figurent sur le socle de l'œuvre. Le nom d'Ariane figure sur le socle, elle y est associée à la déesse serpent, cinquième convive de l'aile I de la table.

### Télévision
Entre 1991 et 2000 dans le jeu télévisé Fort Boyard, les candidats doivent suivre un fil dans le noir pour trouver Ariane dans l'épreuve du Labyrinthe obscur[réf. souhaitée].
Dans la série allemande Dark (2017-2020), produite par Netflix, la métaphore du fil d'Ariane est utilisée plusieurs fois pour symboliser la difficulté des personnages à trouver leur chemin dans le temps. Dans la première et la troisième saison, le personnage de Martha incarne ainsi Ariane dans une pièce de théâtre.